# أندرو بريغز
أندرو بريغز (بالإنجليزية: Andrew Briggs)‏ هو مهندس بريطاني، ولد في 3 يونيو 1950 في دورشيستر (دورست) في المملكة المتحدة.